# آلبولا (رود)
آلبولا (به لاتین: Albula) یک رود در سوئیس است که در کانتون گراوبوندن واقع شده‌است.